# 西府駅

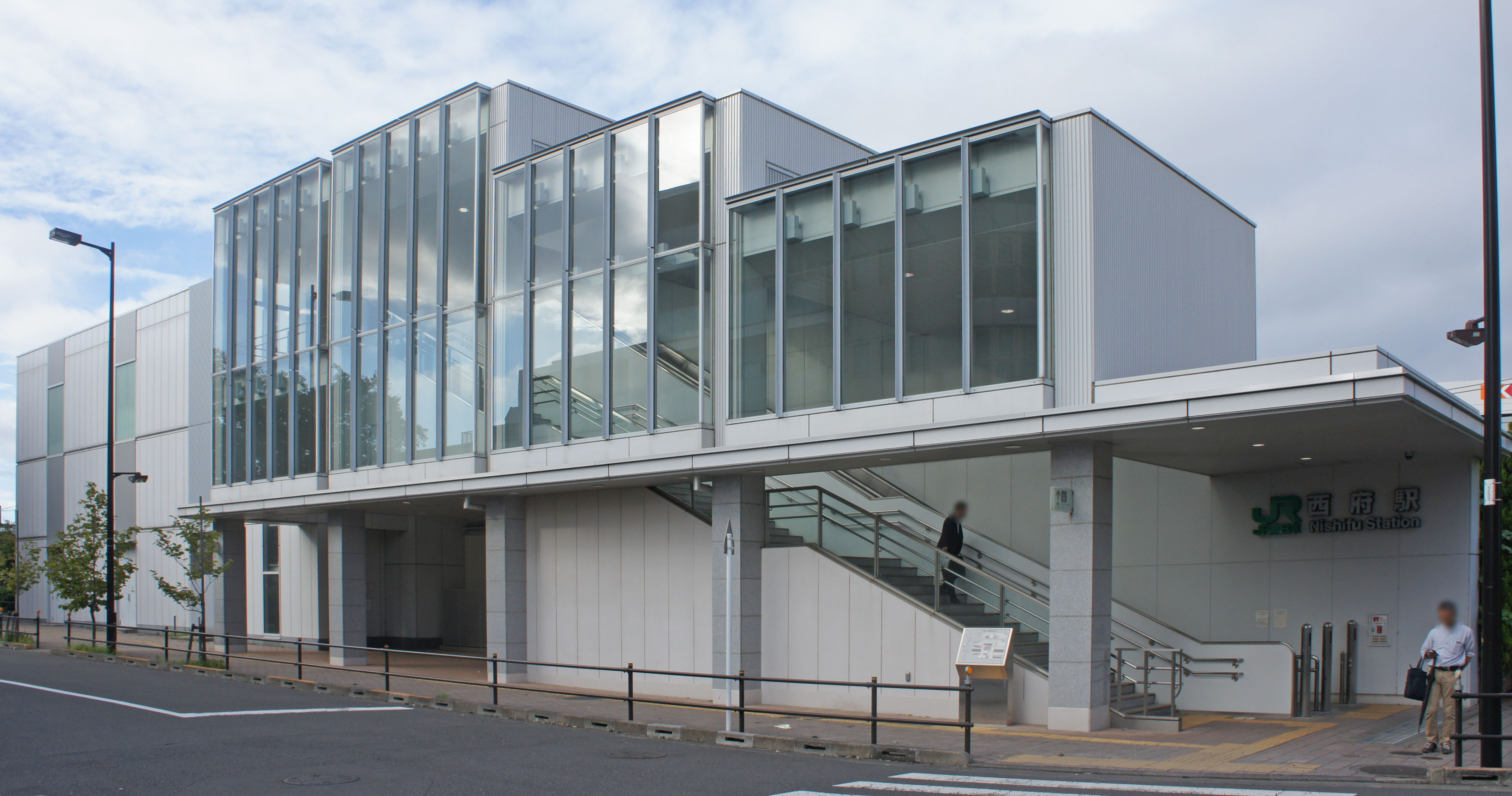
南口（2019年9月）

西府駅（にしふえき）は、東京都府中市本宿町一丁目にある、東日本旅客鉄道（JR東日本）南武線の駅である。駅番号はJN 22。

## 歴史
- 2009年（平成21年）3月14日：開業[3][4][5][注釈 1]。
- 2011年（平成23年）4月9日：新たに運行を開始した快速（登戸駅・立川駅間は全駅停車）の停車駅となる[注釈 2]。
- 2015年（平成27年）3月14日：南武線全区間での快速運転開始に伴い、快速通過駅となる[6]。
- 2022年（令和4年）1月6日：ブース型シェアオフィス「STATION BOOTH」が開設[7]。
- 2024年（令和6年）6月25日：スマートホームドアの使用開始[8]。

### 開業までの歩み
南武鉄道時代には、分倍河原駅 - 谷保駅間に、本宿停留場（ほんじゅくていりゅうじょう）と西府停留場（その後西府駅に昇格）の2つの停留場が設置されていた。本宿停留場は府中市立第五小学校への踏切の脇に、西府停留場は甲州街道との交差地点にあった。
この2つの停留場は、1944年（昭和19年）4月1日の南武鉄道線国有化時に、利用者の少なさと太平洋戦争の激化を理由に、武蔵小杉停留場（初代）、宿河原不動停留場、南武是政停留場、東立川停留場とともに廃止された。
分倍河原駅 - 谷保駅間の西府地域に南武線新駅を設置する要望は、終戦直後よりあったが、日本国有鉄道時代には、一切具体化した動きはなかった。しかし、沿線人口も増加してきた1987年（昭和62年）の国鉄分割民営化後あたりから、少しずつ具体化の流れが起こった。
当駅の場所は、本宿停留場と西府停留場の間の、本宿停留場近くである。
- 1997年（平成9年）7月：JR東日本が西府土地区画整理組合準備会（現在の西府土地区画整理組合の前身）に対して新駅設置の条件を示す。
- 2004年（平成16年）3月：JR東日本・府中市・西府土地区画整理組合の三者により新駅設置に関する覚書が締結される。
- 2005年（平成17年）
  - 6月：国土交通省が新駅設置を認可。
  - 7月13日：三者が新駅設置に関する覚書（下記）が再び締結され、同時にJR東日本が各種報道機関へ新駅設置を発表。
  - 12月：三者が新駅設置に関する詳細設計の協定を締結。
- 2007年（平成19年）
  - 2月2日：JR東日本八王子支社は駅名称を「西府（にしふ）駅」に決定したと発表[9]。
  - 11月：駅設置に伴って駅建設地周辺の線路移動工事が実施される。JR東日本八王子支社と工事事務所間での綿密な調整により、通常の初終電間合いで施工することができた。
- 2009年（平成21年）3月14日：開業[3][4][5]。

### 駅名の由来
この付近が府中市に合併される前は西府村だったことに由来する。「西府」という地名は「府中の西側にある地」に由来する、広域的な名称である。

## 駅構造
相対式ホーム2面2線を持つ地上駅で、自由通路と一体となった橋上駅舎を有する。
立川統括センター管理の業務委託駅（JR東日本ステーションサービス委託）。自動券売機・多機能券売機・指定席券売機・自動改札機が設置されている。なお、お客さまサポートコールシステムが導入されており、一部時間帯は遠隔対応のため改札係員は不在となる。
各ホームとコンコースを連絡する上下エスカレーターとエレベーターが設置されている。トイレがコンコース改札内に、NewDaysがコンコース改札外に、清涼飲料水と菓子類の自動販売機が各ホームにある。
コンコースの前は、駅の南北を連絡する府中市管理の自由通路となっており、南北駅前広場との間には上下エスカレーターとエレベーターが設置されている。自由通路入口には「西府駅」の看板がある。また、北口広場に面した1階に公衆トイレがある。
北口駅前は交通広場となっており、路線バスの停留所やタクシー乗場がある。

### のりば
| 番線 | 路線   | 方向 | 行先                     |
| ---- | ------ | ---- | ------------------------ |
| 1    | 南武線 | 上り | 府中本町・登戸・川崎方面 |
| 2    | 南武線 | 下り | 西国立・立川方面         |

（出典：JR東日本:駅構内図）

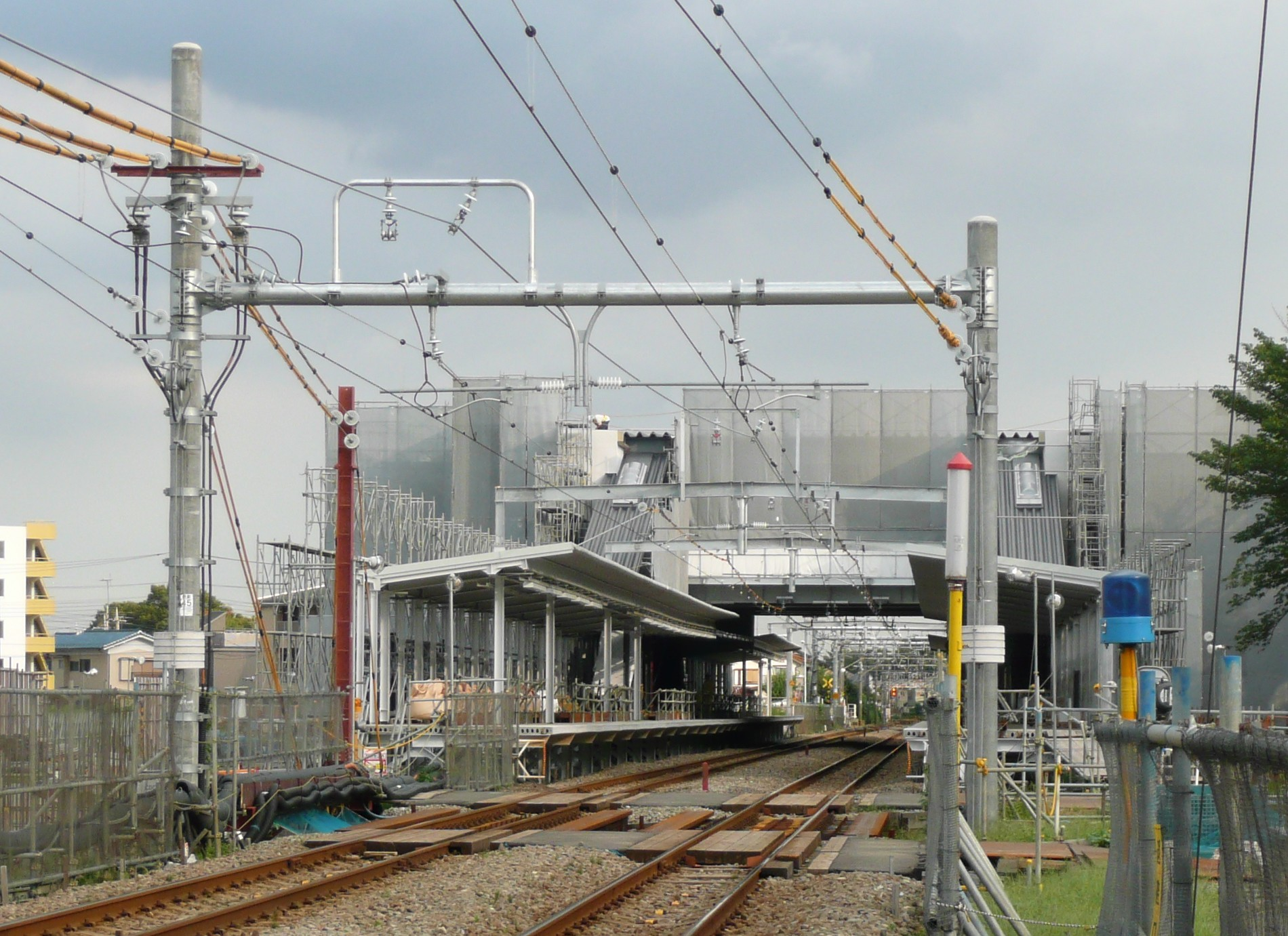
建設中の西府駅（2008年9月）
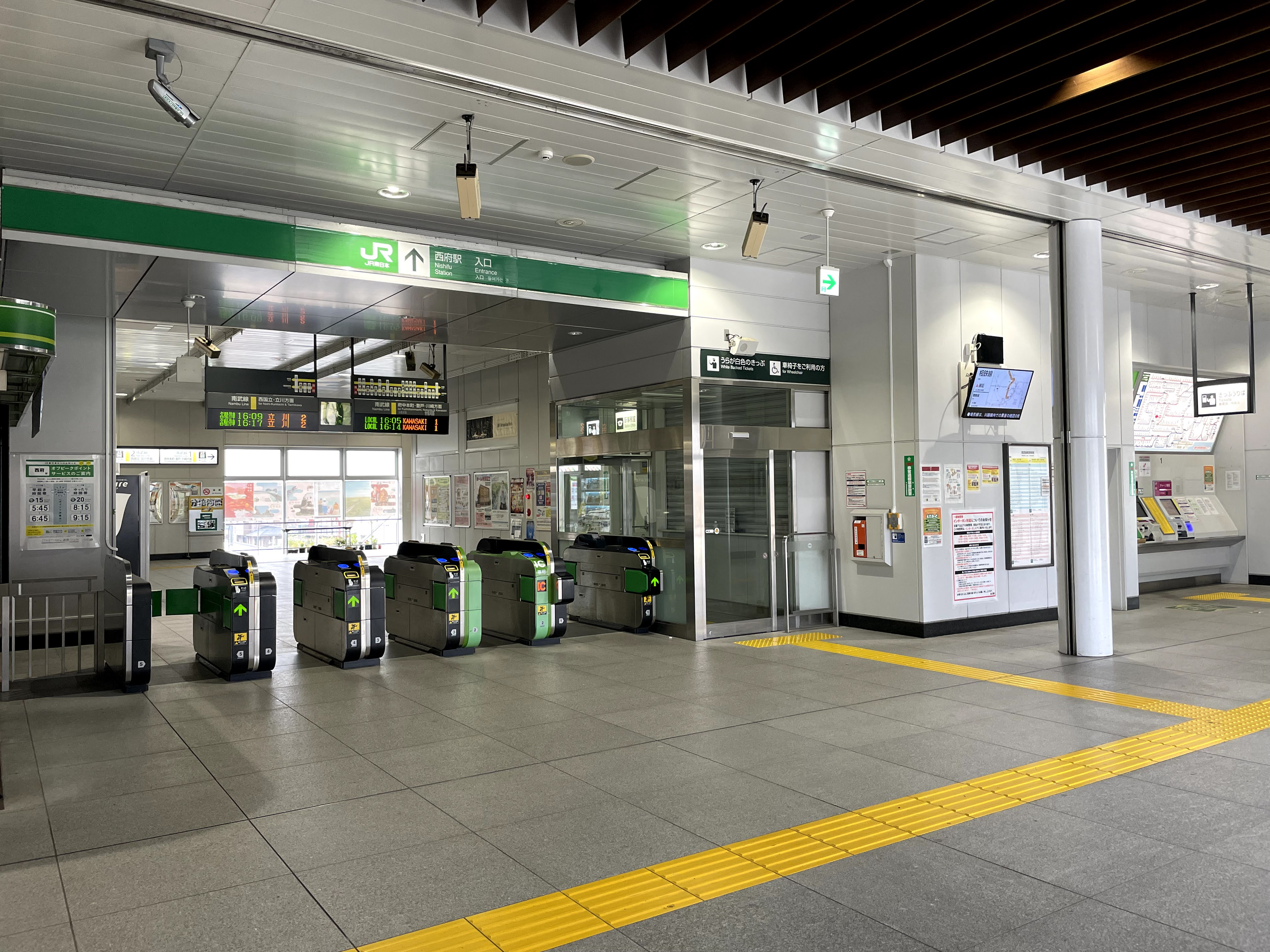
改札口と券売機（2021年10月）
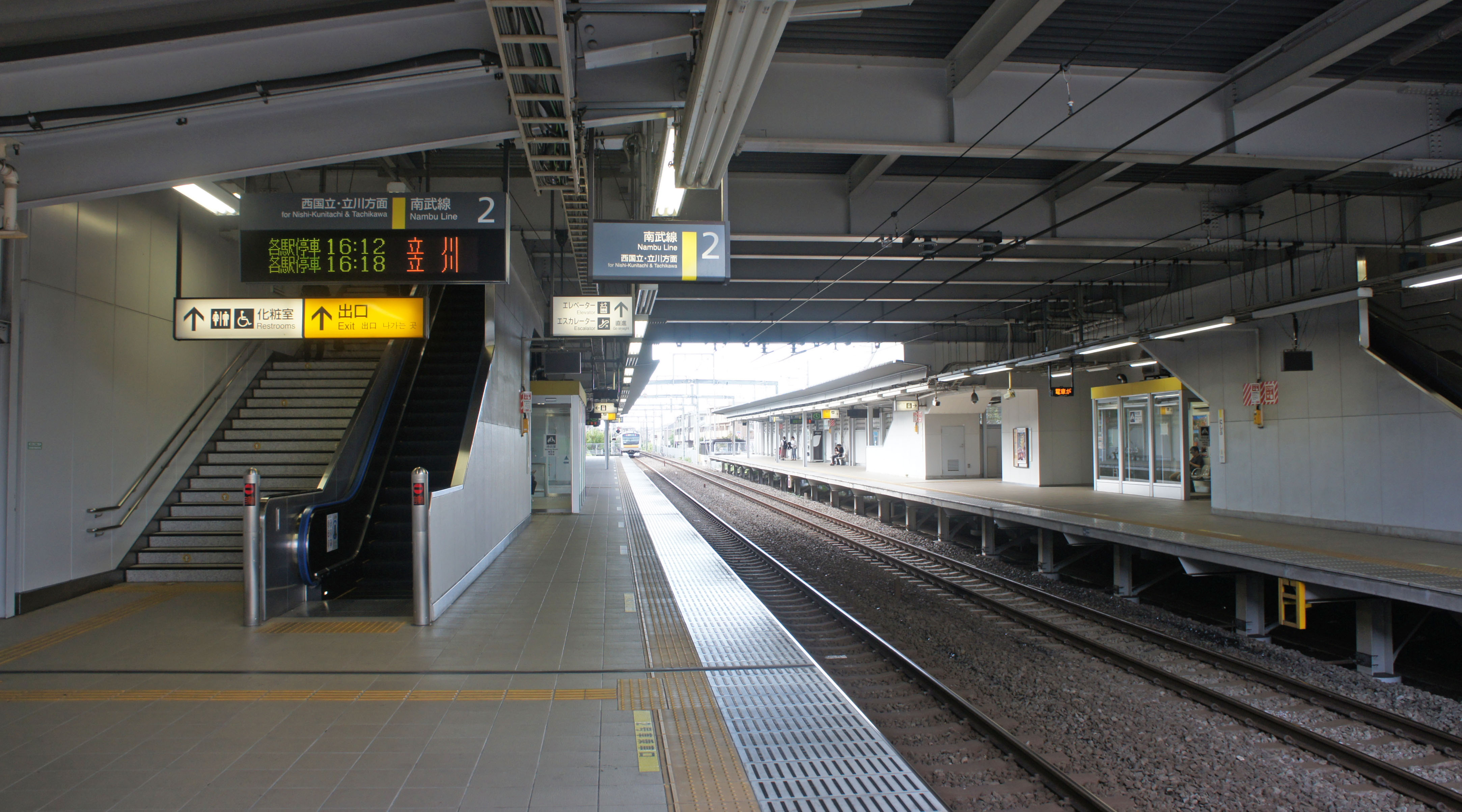
ホーム（2019年9月）

## 利用状況
2023年度（令和5年度）の1日平均乗車人員は9,890人である。南武線立川ー分倍河原間の快速通過駅の中では最も多い。
開業以降の1日平均乗車人員の推移は下表の通りである。年度全体の乗車人員を365（閏日が入る年度は366）で除して1日平均乗車人員を求めており、計算で生じた小数点以下の値は切り捨てているため、定期外と定期の和は必ずしも合計と一致しない。
| 年度               | 1日平均乗車人員 | 1日平均乗車人員 | 1日平均乗車人員 | 1日平均乗車人員   |
| 年度               | 定期外          | 定期            | 合計            | 出典              |
| ------------------ | --------------- | --------------- | --------------- | ----------------- |
| 2008年（平成20年） |                 |                 | 6,387           | [ 東京都統計 1 ]  |
| 2009年（平成21年） | 2,269           | 4,378           | 6,647           | [ 東京都統計 2 ]  |
| 2010年（平成22年） | 2,412           | 5,263           | 7,675           | [ 東京都統計 3 ]  |
| 2011年（平成23年） | 2,479           | 5,725           | 8,205           | [ 東京都統計 4 ]  |
| 2012年（平成24年） | 2,739           | 6,288           | 9,027           | [ 東京都統計 5 ]  |
| 2013年（平成25年） | 2,816           | 6,913           | 9,730           | [ 東京都統計 6 ]  |
| 2014年（平成26年） | 2,874           | 7,263           | 10,137          | [ 東京都統計 7 ]  |
| 2015年（平成27年） | 2,919           | 7,341           | 10,261          | [ 東京都統計 8 ]  |
| 2016年（平成28年） | 2,891           | 7,387           | 10,278          | [ 東京都統計 9 ]  |
| 2017年（平成29年） | 2,863           | 7,384           | 10,248          | [ 東京都統計 10 ] |
| 2018年（平成30年） | 2,899           | 7,460           | 10,359          | [ 東京都統計 11 ] |
| 2019年（令和元年） | 2,869           | 7,794           | 10,664          | [ 東京都統計 12 ] |
| 2020年（令和02年） | 2,103           | 6,444           | 8,548           |                   |
| 2021年（令和03年） | 2,386           | 6,188           | 8,575           |                   |
| 2022年（令和04年） | 2,684           | 6,408           | 9,092           |                   |
| 2023年（令和05年） | 2,946           | 6,943           | 9,890           |                   |

## 駅周辺
- 国道20号（甲州街道）

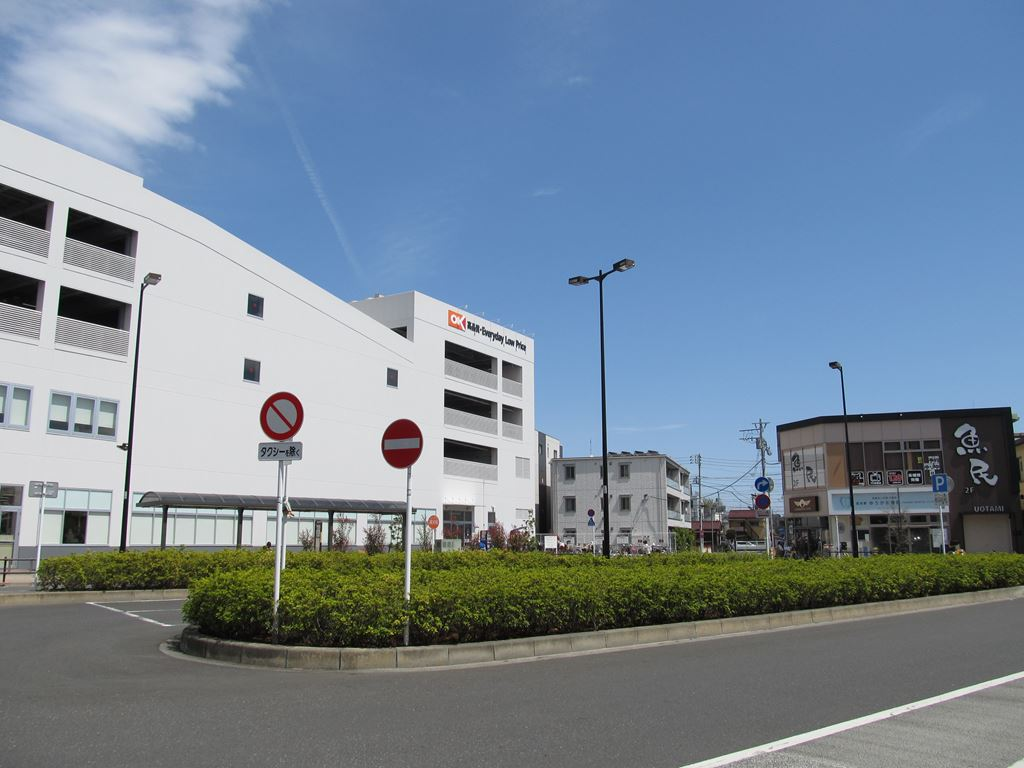
北ロータリー

- 埼玉県道・東京都道17号所沢府中線バイパス（新府中街道） - 鎌倉街道と東八道路の間を接続している。多摩南北道路
- 東京都道18号府中町田線（新府中街道・鎌倉街道）
- 中央自動車道国立府中インターチェンジ
- 日本電気 (NEC) 府中事業場
- マインズ農業協同組合本店
- 府中日新町郵便局
- 府中市立府中第五小学校
- 府中市西府文化センター
  - 西府プール
  - 御嶽塚古墳
- 武蔵府中熊野神社古墳（このため、駅構内には、遺跡マップがある）
- 国立市くにたち図書館谷保東分室
- 東京都立府中西高等学校 - 通常は谷保駅からバス利用。
- オーケー西府店
- 東京多摩青果本店（地方卸売市場国立市場）

### バス路線
駅前に京王バス「西府駅」停留所がある。下記の路線が発着する。
- 西府01：西国分寺駅行 ※本数少
- 永80：総合医療センター行 ※平日朝1本のみ
- 永81：永山駅行 ※平日夕1本のみ

## その他
2009年4月1日よりJR東日本は首都圏近郊の各駅で、閉鎖型喫煙所を除いての全面禁煙を実施した。当駅はこの期日より前の開業だが、当初より全面禁煙である。

## 隣の駅
東日本旅客鉄道（JR東日本）
 南武線
■快速
通過
■各駅停車
分倍河原駅 (JN 21) - 西府駅 (JN 22) - 谷保駅 (JN 23)

### 記事本文